# Organmedizin
Mit dem Begriff Organmedizin wird entsprechend einer herkömmlichen medizinischen Ausbildung derjenige Teil der Medizin verstanden, der vor allem an der klassisch naturwissenschaftlich orientierten Krankheitslehre der Pathologie ausgerichtet war. Organische Krankheiten mit nachweisbaren anatomischen Veränderungen sind jedoch z. B. den funktionellen Krankheiten entgegengesetzt, die sich nur in der Störung der Funktion eines oder mehrerer Organe ohne erkennbare ursächliche patho-anatomische Grundlage äußern.

## Geschichte der Medizin
Der häufig gebrauchte Begriff „Organmedizin“ ist je nach unterschiedlicher Einstellung häufig kontrovers verwendet worden und spiegelt manchmal noch heute die ideologischen Auseinandersetzungen zwischen Psychikern und Somatikern. Für die Auffassung vom „Körper ohne Seele“ spricht die bekannte Aussage von Rudolf Virchow, er habe schon viele Leichen seziert, ohne je eine Seele anzutreffen. Virchow war ein Gegner der zu seiner Zeit noch allgemein üblichen Auffassung der Psychiker, allerdings darf man in dieser Aussage keineswegs nur den Ausdruck einer Ideologie des Maschinenparadigmas sehen. Man kann in Virchow vielmehr auch den Begründer und Vertreter einer Sozialmedizin erkennen, der die Zellularpathologie als Ausgangspunkt seiner entsprechenden politischen Forderungen ansah.